# André-Yvette
L’André Yvette est un sloop à tapecul, type gabare d'Iroise commandé en 1935 par les frères Tanguy et Jean Quéméneur, gabariers à Lampaul-Plouarzel au chantier naval Corentin Kéraudren à Camaret.
Il est lancé le 23 juillet 1936 et porte les prénoms des enfants aînés de Tanguy Quéméneur. Il obtient le label BIP (Bateau d'intérêt patrimonial) de la Fondation du patrimoine maritime et fluvial le 11 juin 2008. 

## Histoire
De 1936 à 1964, la gabare transporte principalement du maërl (algue calcaire utilisée comme amendement en Bretagne) et du sable, galets, blocs de granit et ciment, pendant la reconstruction de la ville de Brest.
Durant la Seconde Guerre mondiale elle transporte aussi des pommes de terre et du vin.
À partir de 1965, elle est rachetée par Jean-Paul Monot pour effectuer le transport de marchandises de Brest vers les îles de Molène, Ouessant et Sein, ainsi que du goémon séché des îles vers les usines de soude. Hors saisons, elle assure aussi quelques liaisons  passagers.
En 1974, l'Enez Eussa pouvant désormais accoster à Molène, son propriétaire désarme l’André-Yvette, ne pouvant faire face à la concurrence.
En 1976, après une période de 38 ans d'utilisation, le vieux gréement subit des travaux d'aménagement au chantier Péron de Camaret pour devenir un bateau de plaisance. Il connaîtra plusieurs propriétaires jusqu'en 1986.
En 1987, il est acquis par une association qui accueille des jeunes en rupture sociale.
En octobre 1997, l'association des PEP 56 en devient le propriétaire et le remet en chantier pour une longue restauration. La gabare André-Yvette accueille  :
- des jeunes en rupture sociale, service Parenthèse Itinérante des PEP 56[3],
- des enfants en classes de découvertes et en séjours de vacances,
- des particuliers et entreprises pour des sorties en mer ou des privatisations à quai.

Elle participe également aux divers rassemblements de vieux gréements de la région.
En 2022, l’André Yvette change de propriétaire. Ainsi, l’amour des vieux gréements conduit Jérôme Sévéran, Wilfrid Provost et Romain Bartolini à se porter acquéreurs de ce navire emblématique.
Ils créent alors les Voiles du Golfe. Les 3 passionnés partagent ainsi leur savoir-faire et leur amour pour la navigation traditionnelle. 
Experts, marins chevronnés, ils nous proposent de découvrir ce bateau unique en toute simplicité.

## Galerie

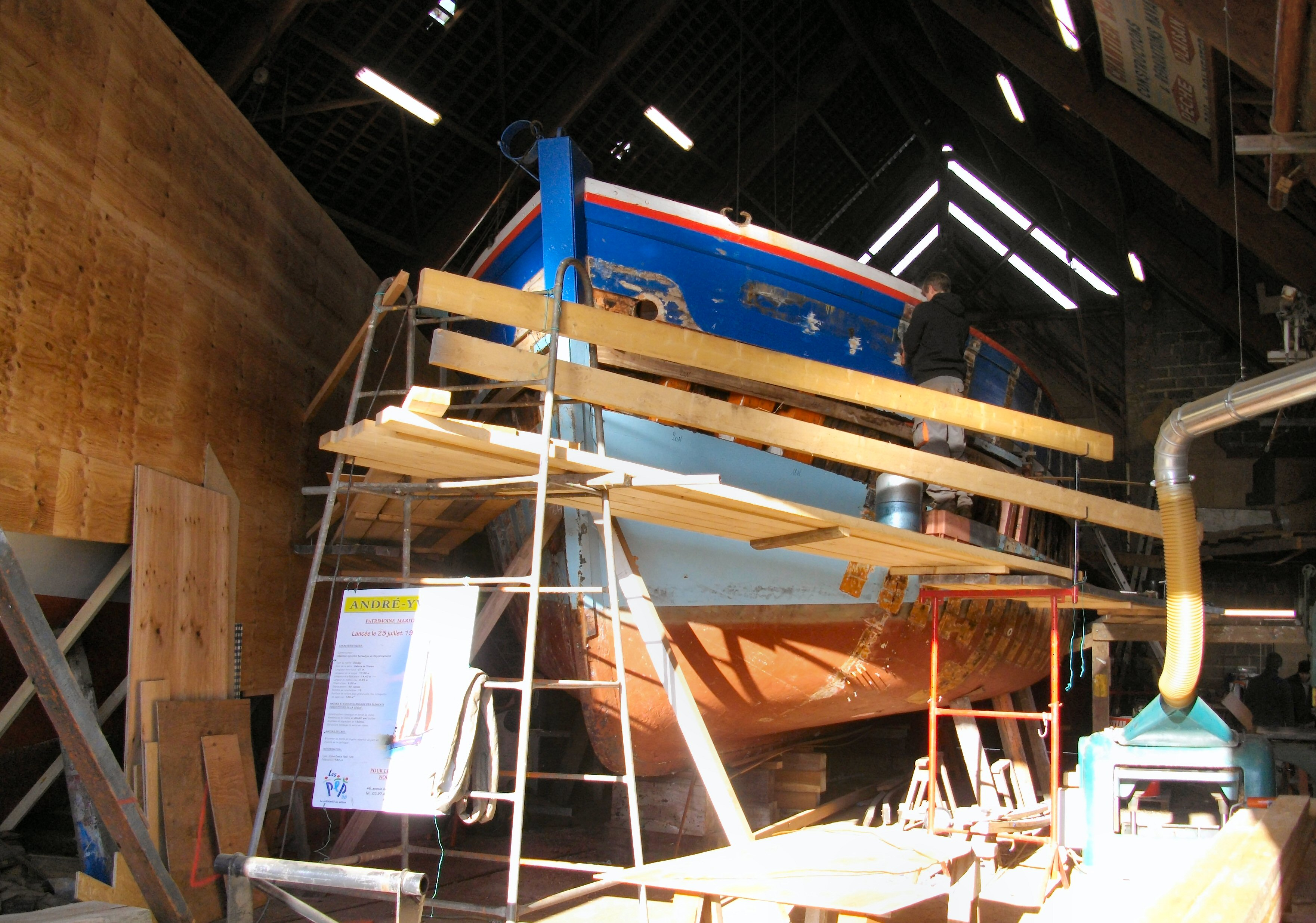
En restauration à Saint-Vaast-la-Hougue
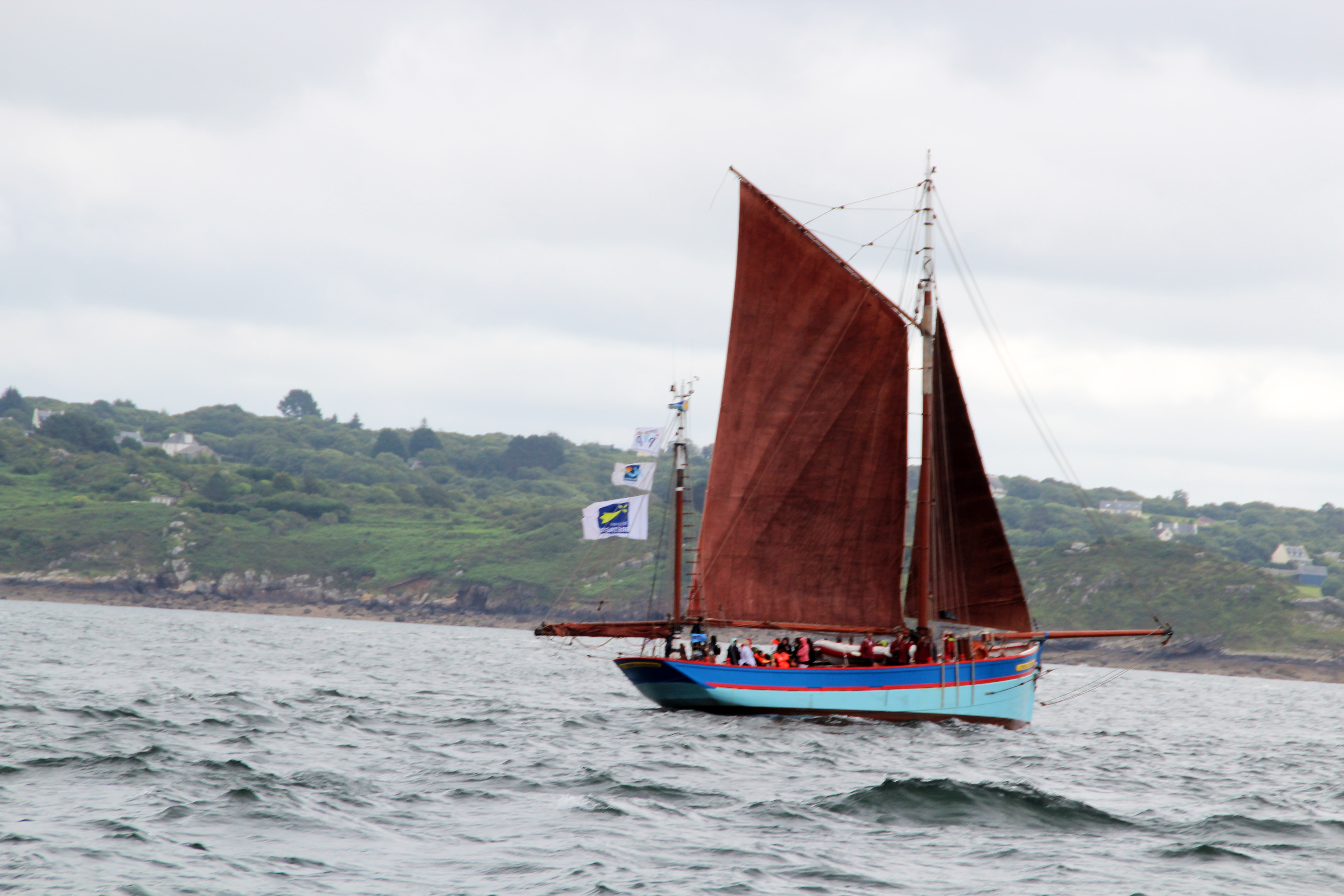
Sous voile, Tonnerres de Brest 2012
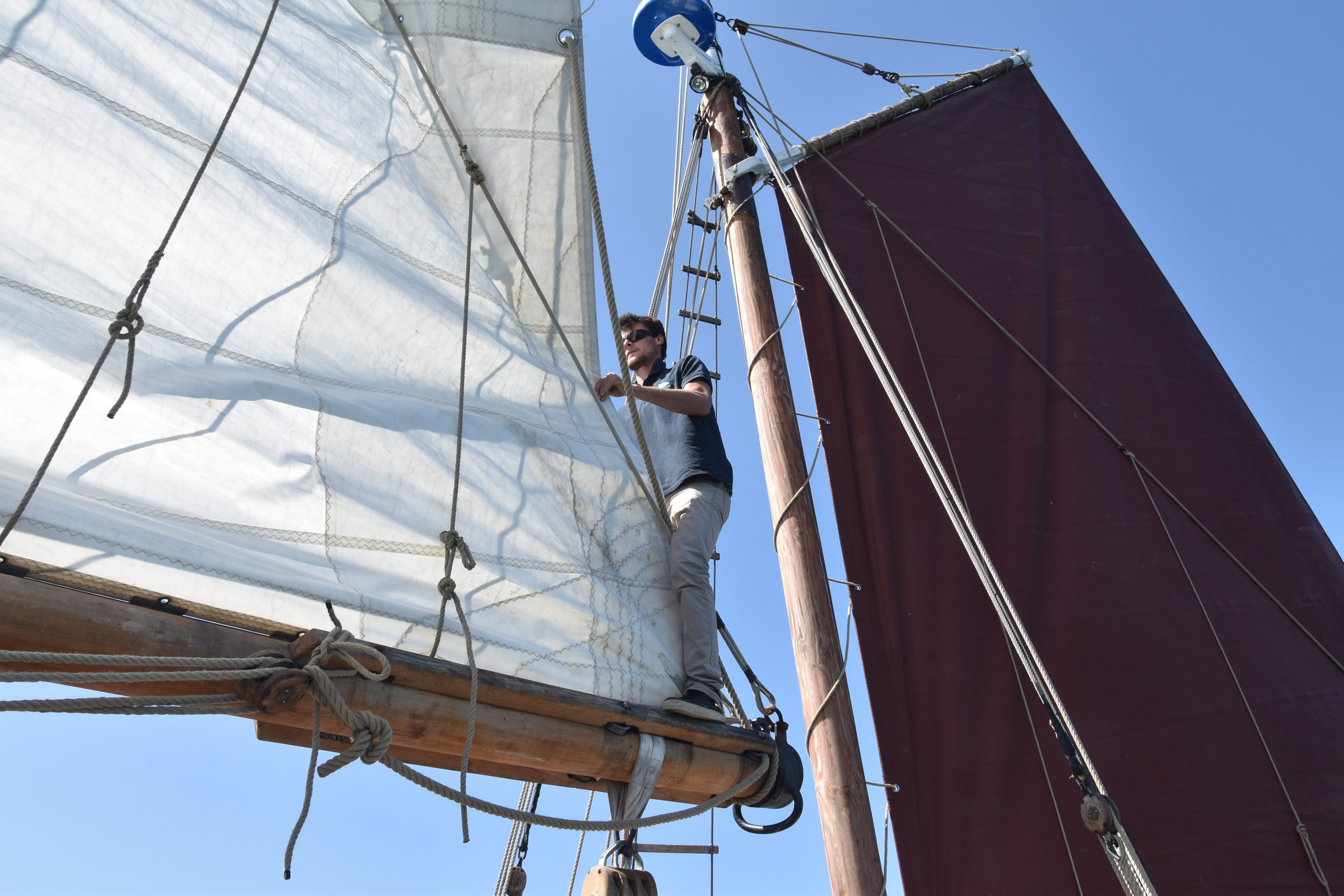
Romain Bartolini, dans les voiles d'André Yvette.
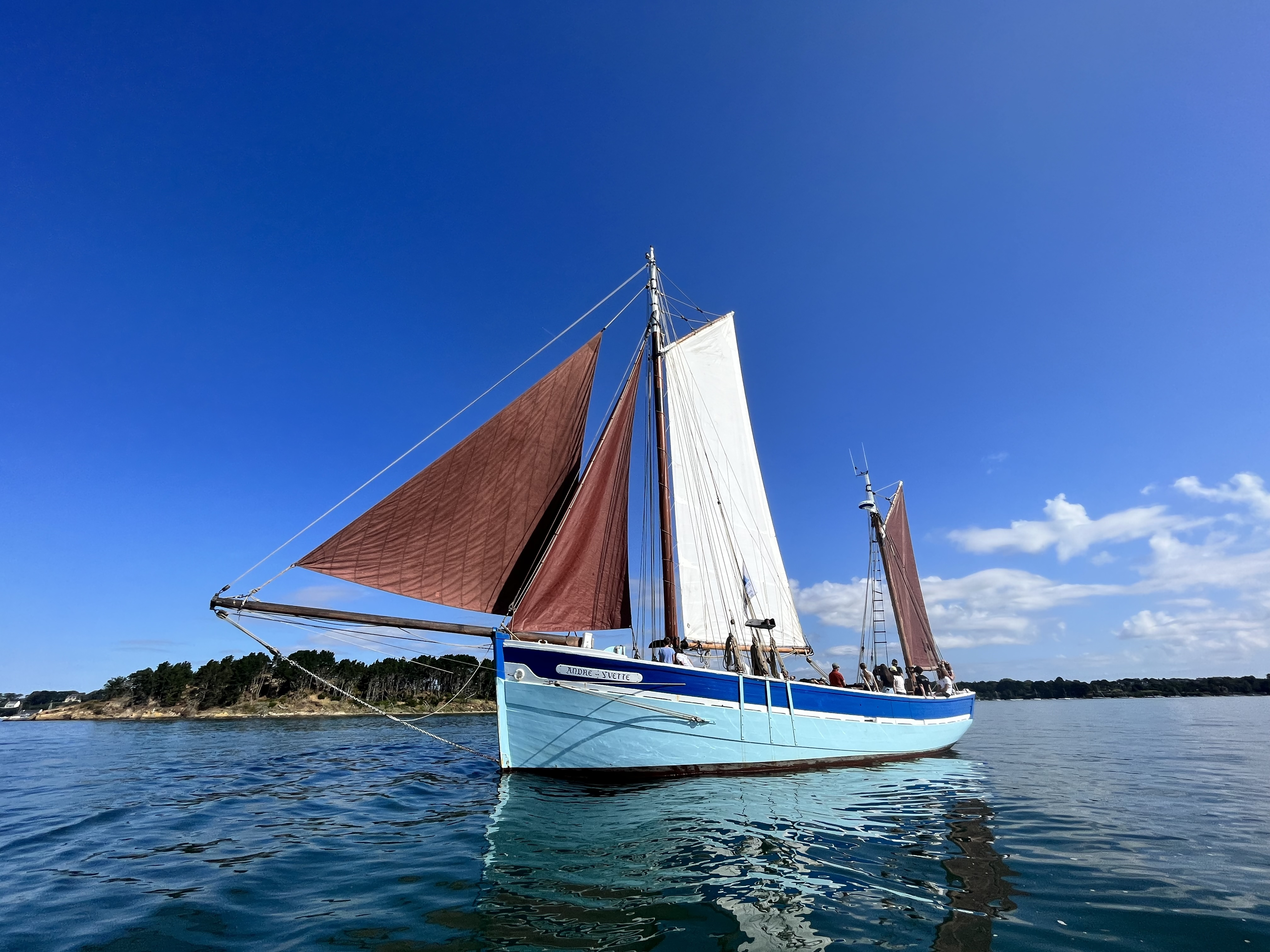
André Yvette dans le Golfe du Morbihan